# Jerry Fotsing Kamdem
Jerry Frank Fotsing Kamdem (* 19. Januar 1981) ist ein ehemaliger deutsch-kamerunischer Basketballspieler.

## Laufbahn
Fotsing Kamdem spielte in der Jugend des Vereins TV St. Ingbert. Er bestritt in der Saison 2001/02 zwei Bundesliga-Spiele für den TBB Trier. Später war er Leistungsträger des Oberligisten FV Rockenhausen, Im Oktober 2006 schloss sich der 1,93 Meter große Flügelspieler dem Zweitligisten 1. FC Kaiserslautern (später in Saar-Pfalz Braves umbenannt) an und war zuletzt in der Saison 2008/09 Mitglied der Mannschaft.